# Bromelia pinguin
Bromelia pinguin là một loài thực vật có hoa trong họ Bromeliaceae. Loài này được L. mô tả khoa học đầu tiên năm 1753.

## Hình ảnh

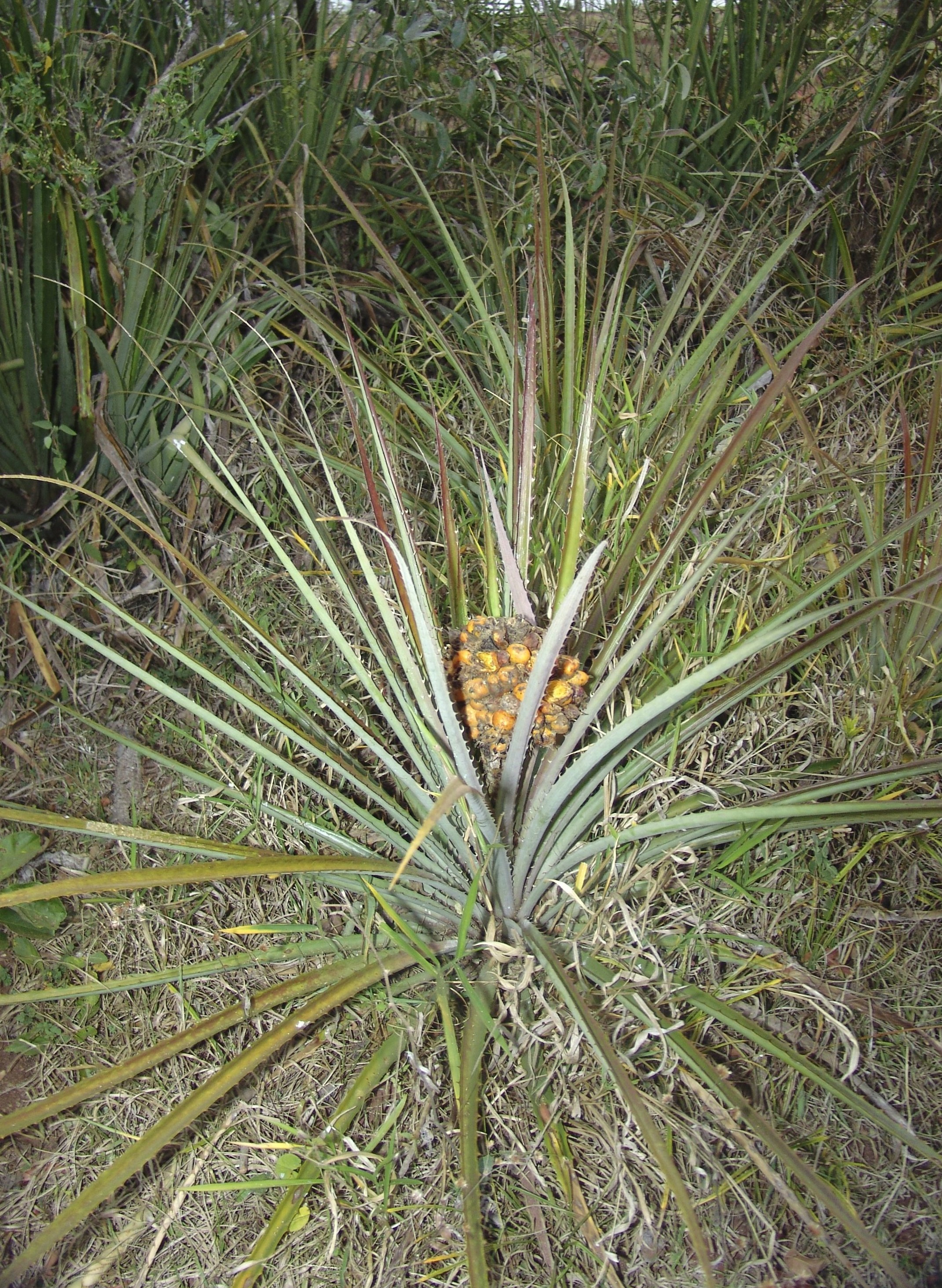
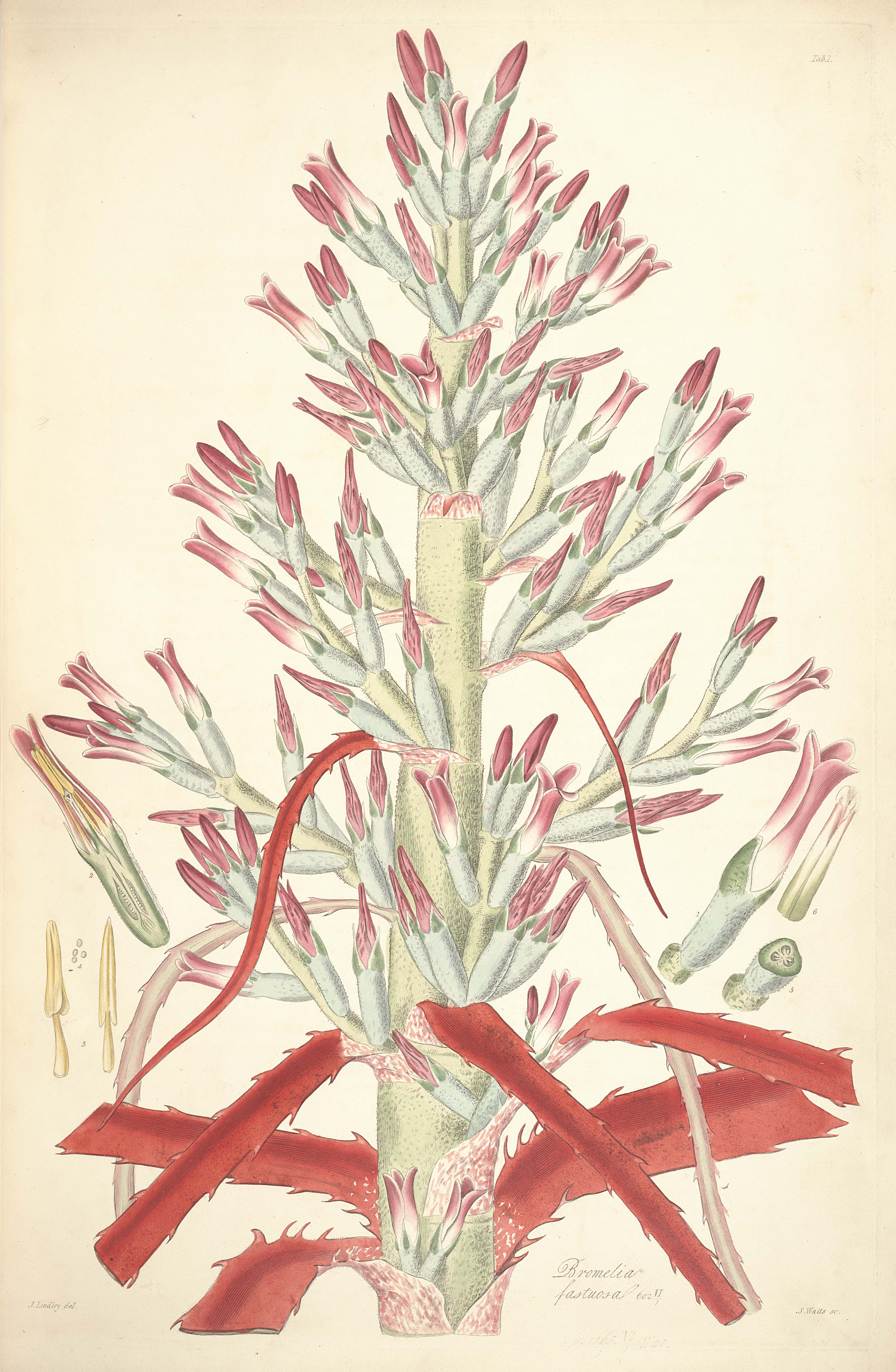
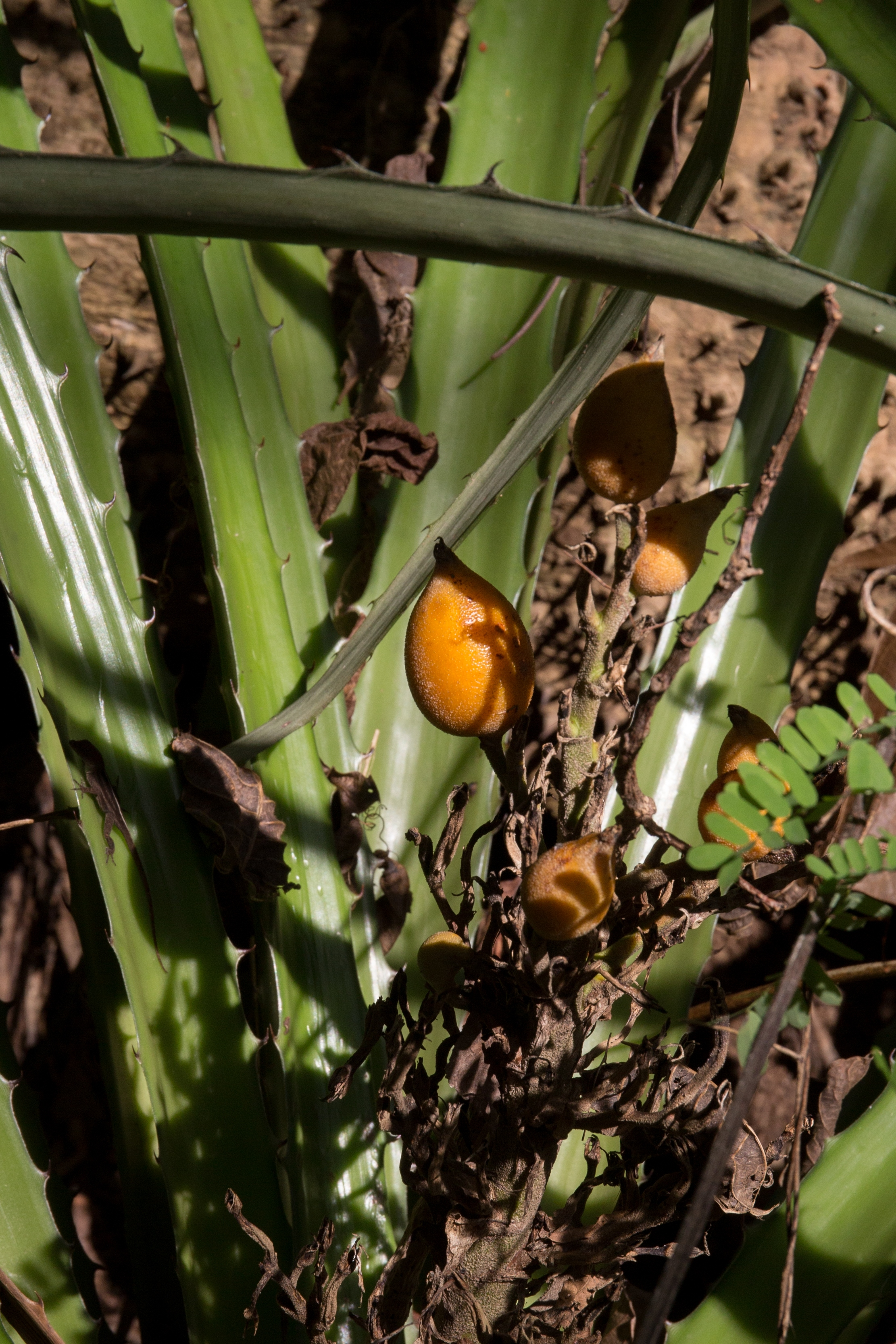